# Musznya
Musznya (szlovénül: Moščanci) falu Szlovéniában, Muravidéken, Pomurska régióban. Közigazgatásilag Battyándhoz tartozik.

## Fekvése
Muraszombattól 11 km-re északra, a Vendvidéki-dombság (Goričko) területén a Macskóc-patak partján fekszik.

## Története
1405-ben "Muzna" alakban említik először. 1429-ben "Kysmuzna", 1464-ben "Mwzna", 1496-ban "Muzna" alakban szerepel a korabeli forrásokban. Közbirtokosoké,  többek között a Musznai, kustanolczi Szabó stb. családoké volt. A Keresztúri család 1405-ben Keresztur, Muszna és Kis-Korog, 1429-ben Keresztur, Barkócz és Kis-Muszna helységben birtokos. Később az egervári uradalomhoz tartozott, a Szécsényiek, a Nádasdyak és Szapáryak voltak főbb birtokosai. Egyházilag Szentsebestyén plébániájának filiája volt.
Vályi András szerint " MUZNA. Elegyes falu Vas Várm. földes Urai G. Nádasdi, és G. Szapári Uraságok, lakosai katolikusok, fekszik Martyánczhoz közel, és annak filiája, határja középszerű, mint vagyonnyai."
Fényes Elek szerint " Musznya, vindus falu, Vas vármegyében, 173 evang. lak. Közbirtokosoké."
Vas vármegye monográfiája szerint " Musznya. Házszám 52, lélekszám 203. Lakosai vendek; vallásuk ág. ev. Postája Battyánd, távírója Mura-Szombat."
1910-ben 348, túlnyomórészt szlovén lakosa volt. A trianoni békeszerződésig Vas vármegye Muraszombati járásához tartozott. 1919-ben átmenetileg a de facto Mura Köztársaság része lett, majd a Szerb–Horvát–Szlovén Királysághoz csatolták, ami 1929-től Jugoszlávia nevet vette fel. 1941-ben átmeneti időre ismét Magyarországhoz tartozott, 1945 után visszakerült jugoszláv fennhatóság alá. 1991 óta a független Szlovénia része. 2002-ben 275 lakosa volt. Lakosságának elsöprő többségét ma is evangélikusok alkotják.

## Nevezetességei
Kulturális emlék a 20. század elején épült Zrinski-ház.